# 390. Sicherungs-Division (Wehrmacht)
Die 390. Sicherungs-Division z. b. V. war eine deutsche Infanterie-Division im Zweiten Weltkrieg.

## Divisionsgeschichte

### Schatten-Division aus der 390. Feldausbildungs-Division
Ende 1943 war die Vorläufer-Division, die 390. Feldausbildungs-Division, im Zuge der 23. Aufstellungswelle im Wehrkreis XI in eine Schatten-Division überführt worden. Die Gliederung der Division war sehr schwach und so bestand für die drei Regimenter nur zwei Bataillone. Anfang April 1944 wurden alle Regimenter Kampfverbänden zugewiesen.

### 390. Sicherungs-Division z. b. V.
Im April 1944 folgte die Umbenennung des Stabs der 390. Feldausbildungs-Division in 390. Sicherungs-Division z. b. V., welche die Zuordnung zur Heeresgruppe Mitte erhielt. Die Division wurde mit dem Zusatz zur besonderen Verwendung versehen.
Die Division wurde bis zur Auflösung an der Ostfront in Litauen, später ab Oktober in Kurland, für Sicherungsaufgaben im rückwärtigen Heeresgebiet eingesetzt, in Unterstellung unter die 3. Panzerarmee, der 4. Armee als Reserve bei der Operation Bagration und letztendlich der 16. Armee. Am 10. November 1944 wurde die Division aufgelöst und bildete die wieder aufgestellte 79. Volksgrenadier-Division.
In dieser Division wurde der homosexuelle Obergefreite Walter Sammet zur Frontbewährung eingesetzt und starb an der Ostfront. Ein Stolperstein in St. Pauli erinnert an ihn.

## Kommandeur
- Generalleutnant Hans Bergen

## Gliederung
Januar 1944
- Grenadier-Feldausbildungs-Regiment Schreiber ohne Bataillon: ab Februar 1942 als Grenadier-Feldausbildungs-Regiment 566, im April 1944 an die 129. Infanterie-Division
- Grenadier-Feldausbildungs-Regiment 636 mit einem Bataillon: aus dem Infanterie-Feldausbildungs-Regiment 636 der 390. Feldausbildungs-Division, im April 1944 an die 134. Infanterie-Division
- Grenadier-Feldausbildungs-Regiment 637 mit einem Bataillon: aus dem Infanterie-Feldausbildungs-Regiment 637 der 390. Feldausbildungs-Division, im April 1944 an die 45. Infanterie-Division
- Artillerie-Bataillon 390: im April 1944 als Lehr-Bataillon I zur Offiziersschule der Heeresgruppe Mitte
- Feldausbildungs-Bataillon 390

Juli 1944
- Sicherungs-Regiment 603
- Divisions-Kampfschule 390 mit vier Kompanien
- Pionier-Kompanie 390
- Nachrichten-Kompanie 390[2]

August 1944
- Sicherungs-Regiment 37
- Sicherungs-Regiment 57
- Sicherungs-Regiment 611
- Panzer-Sicherungs-Kompanie 350
- Artillerie-Abteilung 134
- Divisions-Einheiten 390